# Мазовия
Мазовия или Мазо̀вше (на полски: Mazowsze; на латински: Mazovia) е историческа област в Полша. Столица е град Плоцк.

## География
Областта е разположена по средното течение на река Висла и долното течение на Нарев и Западен Буг в североизточната част на страната.
Обхваща територии от Мазовецкото, Лодзкото, Куявско-Поморското, Варминско-Мазурското и Подляското войводства.

## Название
Наименованието на областта произлиза от името на древнославянското племе мазовяни.

## История

### Първи Пиасти
Наименованието Мазовия се приписва на Масос или Маслао, т. е. чашник на Мешко II Лямберт († 1034 г.), който присвоява този регион след смъртта на краля по време царуването на малолетния Кажимеж I Обновител. Не е известно кога точно Мазовия попада под властта на (Велика) Полша. Предполага се, че това е станало между 960 и 990 г., т. е. по време управлението на княз Мешко I. Оттогава Мазовия принадлежи на държавата на Пястите и е една от провинциите с център град Плоцк (от 1075 г. епископски престол).

### Мазовско княжество
В следствие завещанието на Болеслав III Кривоусти след смъртта му Полша е разделена на княжества, които са свързани помежду си само светски чрез върховенството на старшия княз. Започват 150-те години на полския партикуларизъм. Въз основа на това завещание около 1138 г. Мазовия е обединена с Куявия и земите на Шерадз-Ленчица в едно княжество. По време на управлението си от 1199 г. до 1247 г. княз Конрад I Мазовецки владее и Малополското княжество от 1229 г. до 1232 г. и от 1241 г. до 1243 г. и по този начин получава длъжността полски старши княз. Опитите му да подчини съседните на север пруси и ятвяги ги подтикват към ожесточени контраатаки. Немският орден, който той призовава на помощ, започва да действа едва след като в замяна получава Хелминска земя с договора от Крушвиц, която след това служи като отправна точка за Ордена да основе своя собствена държава. Когато през 1295 г.  коронацията на Пшемисъл II за крал слага край на полския партикуларизъм, обединявайки в кралството всички малки раздробени княжества в едно, то Мазовия не е част от новооснованото Кралство Полша. Мазовия става полско феодално владение едва през 1351 г. През 1313 г. тя е разделена на три отделни княжества с центрове Плоцк, Варшава и Рава Мазовецка. Съседното Велико литовско княжество на (северо-) изток, което се превръща в мощна държава в следствие на съпротивата си срещу Немския орден,  по време на териториалното си разширение през XIV предприема военни кампании в Мазовия. С полско-литовската лична уния от 1386 г. Мазовия бива разделена между двете съседни държави Полша И Литва, които са пряко подчинени на Ягелоните.
След измирането на мазовската линия на Пиастите по мъжка линия поради смъртта на мазовския княз Януш Мазовски през 1526 г., Мазовия преминава към полската корона и повече не е предоставяна като феод на други.

### Мазовецко воеводство
На 27 декември 1529 г. територията на Мазовия е административно присъединена директно към Кралството и е преобразувана в три отделни войводства. Тъй като Кралска Прусия на северозапад вече е била пряко подчинена на полската корона след Втория торунски мирен договор, подписан 60 години по-рано, а останалата част от държавата на Немския орден на север и нейният наследник, Херцогство Прусия, са били феодално зависими от Полша, то Мазовия вече спокойно се превръща в център на полската власт. Съответно мазовската столица Варшава бързо се превръща в столица на Полша.
През следващите векове споменът за някогашното Мазовско княжество се запазва както в името на новото войводството, така и в титлите на полските владетели, които при крал Зигмунт II Август гласи: Сигизмунд Август, по Божия милост, крал на Полша, велик княз на Литва, а също и на земите на Краков, Сандомирия, Сирадия, Ланчиция, Куявия, Кийовия, Русия, Волиния, Прусия, Мазовия, Подлясия, Кулменсис, Елбингенсис, Померания, Самогития, Ливония и др. господар и наследник.

### Подялби на Полша
С Третата подялба на Полша през 1795 г. почти цяла Мазовия попада в ръцете на Кралство Прусия, бивайки превърната в провинция Нова Източна Прусия и остава там до 1807 г. По време на Наполеоновите войни Мазовия влиза в състава на Варшавското херцогство от 1807 до 1815 г., а от 1815 г., след Виенския конгрес, тя става една от основните провинции на Полското кралство, което от 1831/32 г. влиза в състава на Руската империя.

### XX и XXI век
През 1918 г. Мазовия става част от възстановената Полска република. След като през 1999 г. броят на полските войводства е намален, едно от новите големи войводства се превръща Мазовецкото войводство.

## Градове
- Плоцк
- Варшава
- Ломжа
- Скерневице